# Об'єкт 780
«Об'єкт 780» — радянський дослідний ракетний танк, розроблений на базі дослідного ракетного танка «Об'єкт 775». Серійно не випускався.

## Опис конструкції
«Об'єкт 780» був створений на базі дослідного ракетного танка «Об'єкт 775». Роботами керував Ісаков П. П. Екіпаж машини складався з 3 чоловік. У центрі башти в нерухомої кабіни розміщувався механік—водій, а також органи управління машиною штурвального типу. Унікальність компонування полягала в тому, що при повороті башти місце механіка-водія щодо корпусу залишалася нерухомим.

### Озброєння
Як основне озброєння використовувалася 125 мм нарізна гармата—пускова установка. На відміну від гармати ракетного танка «Об'єкт 775», гармата «Об'єкту 780» було здатна вести вогонь звичайними артилерійськими пострілами. До боєкомплекту «Об'єкту 780» входили 15 протитанкових керованих ракет «Рубін» і 22 некерованих реактивних снаряда «Бур».